# André Hornez
Œuvres principales
- Ça vaut mieux que d'attraper la scarlatine (1936)
- Qu'est-ce qu'on attend pour être heureux ? (1938)
- C'est si bon (1947)
- Rien dans les mains, rien dans les poches (1948)
- Les Baobabs (1949)
- Le Vrai Mambo (1952)
- Deux amoureux sur un banc (1954)
- Donnez-moi tout ça (1955)
- Paris mes amours (1959)
- Avec (1959)

André Hornez est un parolier et scénariste français né le 12 mai 1905 à Lens (Pas-de-Calais) et mort le 9 mars 1989 au Perreux-sur-Marne (Val-de-Marne). 
Il est le principal parolier de Paul Misraki pour lequel il écrit notamment les paroles de Ça vaut mieux que d'attraper la scarlatine (1936) et de Qu'est-ce qu'on attend pour être heureux ? (1938) ainsi que d’Henri Betti pour lequel il écrit notamment les paroles de C'est si bon (1947) et de Rien dans les mains, rien dans les poches (1948).

## Biographie
Né à Lens en 1905, André Hornez se passionne très tôt pour l’écriture et l’architecture dont il suit des études. Il choisit finalement l’écriture. Il commence sa carrière en étant secrétaire de Saint-Granier. Pour lui, il écrit des livrets de revues et d’opérettes. L’auteur est également embauché par la firme Paramount Pictures d’Hollywood pour écrire des scénarios de films.
Ses premières chansons sont composées par Paul Misraki et interprétées par l’orchestre de Ray Ventura ainsi que par Maurice Chevalier. Ce dernier enregistre notamment Mimi en 1932. Le célèbre artiste interprète également Oh! Cette Mitzi et Deux amoureux sur un banc. Quant à Ray Ventura et ses collégiens, ils collaborent avec le parolier pendant de nombreuses années. Parmi les chansons les plus connues issues de cette collaboration, il faut citer Ça vaut mieux que d'attraper la scarlatine (1936), Qu'est-ce qu'on attend pour être heureux ? (1937), Comme tout le monde (1938), Tiens, tiens, tiens (1939), Dans mon cœur (1939), Maria de Bahia (1947), Sans vous (1947) et La mi-août (1950).
En 1936, la chanson Tant qu’il y aura des étoiles, interprétée par Tino Rossi, devient un classique de la chanson française. L’interprète enregistre également au cours de sa carrière Destin (1946), Tout bleu (1948), Tout est permis quand on rêve, Bella bella donna (1953) et Si tu voulais m’aimer (1958). À la fin des années 1930, André Hornez écrit également pour Rina Ketty (Sérénade sans espoir, 1939) et Johnny Hess (Je suis swing, 1938).
Au cours de la décennie suivante, Danielle Darrieux (Charade, Je ne sais pas si je l’aime, 1940), Jacques Pills (Elle et lui, 1954), Michel Roger (Maracas, 1949), Lily Fayol (Entre ses bras, 1949, Ananas, 1949), Lucienne Boyer (Prends-moi dans tes bras, 1948), Tohama (Tchiou tchiou, Simple histoire, 1947, Son alsacienne, 1948) et Joséphine Baker (Olele Olela, 1949, Revoir Paris, 1949), s’ajoutent aux interprètes du parolier.
À cette liste s’ajoute Yvette Giraud (Comme si rien ne s’était passé, 1947), Anny Gould (Dans l’ombre des rues, 1949, Danse ballerine, danse, 1948), Renée Lebas (Too-ra-loo-ra-loo-ral, 1947) et Rose Avril (Charade, 1940, Danse avec moi, 1948, Maracas, 1948).
En 1947, Suzy Delair obtient un grand succès grâce à Avec son tralala qu’elle chante dans Quai des Orfèvres d’Henri-Georges Clouzot. Les Sœurs Étienne ajoutent également beaucoup de chansons de l’auteur à leur répertoire. Parmi celles-ci, il faut citer Quinquina (1950), Ce n’est pas lui (1949) et surtout C'est si bon (1948). Cette dernière chanson qui est composée par Henri Betti est également interprétée par Yves Montand et devient un succès internationale grâce à l’interprétation de Louis Armstrong en 1950. André Hornez écrit également pour Yves Montand Moi j'm’en fous (1947), Rien dans les mains, rien dans les poches (1948), Du soleil plein la tête (1955).
Parmi les grands interprètes du parolier, figurent également Jacqueline François (C’est sûrement vous, 1949), André Dassary (Dans mon cœur, 1938, Un amour sans chagrin, C’est déjà fini, Macouba, 1947), Georges Guétary (Bella Marie, 1948, Son alsacienne, 1949, L’amour a chanté dans mon cœur, 1951, Je connais une fleur, 1951, Annabel, 1951, Toutes les femmes, 1951) et Andrex (Aux quatre coins de Paris, 1947, En voulez-vous ?, 1947, Elle a tout, 1947, Quinquina, 1949, Les six petits œufs, Pomme petite pomme).
Au début des années cinquante, la signature de l’auteur apparaît sur les disques de Marie-José (Danse avec moi, 1950), Jacques Hélian (Cent pour cent, 1950, Doucement mon petit gars), Odette Laure (La dame du dessus, 1953), Lucien Jeunesse (Oui mon amour, 1951, Si la brise, 1951), Lisette Jambel (Folie douce, 1951), Lucien Lupi (Avant de t’aimer, 1950).
Dans les années 1960, Line Renaud interprète également beaucoup l’auteur. Parmi les chansons qu’elle interprète : Mon cœur balance (1949), Cent pour cent (1950), Ni pourquoi, ni comment (1950), Le soleil sur l’horizon (1951), Les souliers neufs (1952), Mon petit bonhomme de chemin (1952), Près de toi (1958) et Danse ballerine danse. En 1957, Eddie Constantine enregistre Dis-moi quelque chose de gentil et Henri Génès Elle et lui et Le vrai mambo.
Au cours de sa carrière, André Hornez fut également chanté par Lucienne Delyle (Mon cœur attendait), Luis Mariano (Le printemps et moi), Jean Lumière (Le bateau de pêche), André Claveau (Malgré tout, 1950) et Lyne Clevers (Tchiou tchiou). En 1972, Mathé Altéry enregistre L’amour est un rêve.
Une grande majorité des chansons de l’auteur furent écrites pour le cinéma ou pour des opérettes. Plusieurs de ses chansons sont aujourd’hui des immortelles de la chanson française.
André Hornez décède au Perreux-sur-Marne en 1989 et il est enterré au cimetière de Faverolles (Eure-et-Loir) auprès de son épouse. Une épitaphe  du parolier Charles Level est gravée sur le tombeau.
Épitaphe sur sa tombe: "Les auteurs de chansons qui ont l’âme des poètes ne meurent pas car leurs couplets restent dans le cœur des vivants".

### Vie privée
André Hornez s’est marié le 5 juillet 1963 à Boulogne-Billancourt avec la danseuse Gisèle Fréry (1929-2013), rencontrée sur l’opérette Baratin en 1949. Son témoin de mariage était Bruno Coquatrix. Le couple n’a pas eu d’enfant.

### Hommages
- Le 18 décembre 2003 a été nommée une rue à son nom à Lens où il est né en 1905.
- Le 12 mai 2007 a été posée une plaque commémorative à son nom sur la façade de l'immeuble où il est né.

## Filmographie

### Scénariste et dialoguiste
- 1936 : Les Deux Favoris
- 1937 : Le Chanteur de minuit
- 1938 : Mon curé chez les riches
- 1939 : Tourbillon de Paris
- 1943 : Feux de joie
- 1947 : En êtes-vous bien sûr ?
- 1950 : Nous irons à Paris
- 1950 : La Petite Chocolatière
- 1950 : Le Roi Pandore
- 1950 : Pigalle-Saint-Germain-des-Prés
- 1951 : Les Joyeux Pèlerins
- 1951 : Jamais deux sans trois
- 1952 : Mon curé chez les riches
- 1953 : Moineaux de Paris
- 1956 : Baratin

### Parolier
- 1933 : Monsieur Bébé (A Bedtime Story) de Norman Taurog
- 1934 : La Prison de Saint-Clothaire
- 1935 : Folies-Bergère
- 1938 : Belle Étoile
- 1938 : Retour à l'aube
- 1947 : Quai des Orfèvres
- 1948 : Mademoiselle s'amuse
- 1950 : Pigalle-Saint-Germain-des-Prés
- 1951 : Nous irons à Monte-Carlo
- 1952 : Une fille sur la route
- 1953 : L'Œil en coulisses
- 1954 : Le Fil à la patte
- 1956 : Le Chemin du paradis
- 1956 : Et Dieu… créa la femme

### Réalisateur
- 1936 : Les Deux Favoris, co-réalisé avec Georg Jacoby

## Opérettes
- 1929 : Jim, livret de Pierre Manaut et d’André Hornez, musique de Georges Ghestem, Opéra de Lille
- 1930 : Loulli, livret de Pierre Manaut et d’André Hornez, musique de Georges Ghestem, Opéra de Lille
- 1936 : Normandie, livret d’Henri Decoin, musique de Paul Misraki, Théâtre des Bouffes-Parisiens
- 1936 : Simone est comme ça de René Koval, livret d’Yves Mirande et d’Alex Madis, paroles de Jean Boyer et d’Albert Willemetz, musique de Raoul Moretti, Théâtre des Capucines
- 1938 : La Féerie blanche d’Edmond Roze, livret de Louis Verneuil, musique de Casimir Oberfeld et de Mitty Goldin, Théâtre Mogador
- 1948 : Le Chevalier Bayard d’Alfred Pasquali, livret de Bruno Coquatrix et d’André Hornez, musique de Paul Misraki, Théâtre de l'Alhambra
- 1949-1952 : Baratin d’Alfred Pasquali, livret de Jean Valmy, paroles d’André Hornez, musique d'Henri Betti, L'Européen
- 1953-1954 : Mobilette de Jean-Marc Thibault, livret de Serge Veber, paroles d’André Hornez, musique d'Henri Betti, L'Européen
- 1960 : La Petite Datcha de René Dupuy, livret de Georges Soria, musique de Paul Misraki, Théâtre Daunou
- 1968 : Les Pieds Nickelés de Robert Piquet, livret de Jean Valmy et d’André Hornez, musique de Bruno Coquatrix, Théâtre de Tours